# Энтерпрайз (NX-01)
Энтерпрайз (NX-01) (англ. Enterprise (NX-01)) — вымышленный звездолёт Звёздного Флота из сериала «Звёздный путь: Энтерпрайз», крейсер NX класса, который сыграл важную роль в развитии сюжета. Его строительство было закончено в 2151 году. Корабль активно участвовал в событиях временной темпоральной войны, в первом контакте с двумя нематериальными расами, в зиндийско-человеческом конфликте, в волнениях на Вулкане в 2154, в Клингонской Империи в том же году и сыграл огромную роль в становлении Объединённой Федерации Планет. «Энтерпрайз» в разные годы способствовал контакту с огромным количеством рас, включая андорианцев, боргов и ромуланцев. Присутствует в игре Star Trek Legacy.

## История
NX-01 — первый звездолёт с новым Варп-двигателем, созданным Генри Арчером. Его сын Джонатан Арчер получил корабль под своё командование. Первый полёт состоялся раньше запланированного. Из всего экипажа только два члена экипажа не были людьми. (Вулканка Т'Пол и денобуланец Флокс были офицером по науке и судовым врачом соответственно). В одной из серий сообщалось, что экипаж «Энтерпрайз» состоит на 1/3 из женщин. Этот «Энтерпрайз» имеет длину 225 метров, ширину 135 метров, высоту 33,3 метра, массу 80 000 тонн, 7 палуб и экипаж 83 человека.
По своим техническим характеристикам «Энтерпрайз» отличался от похожих кораблей других рас. Так, в отличие от вулканских кораблей, NX-01 не имел тягового луча. На его борту был впервые установлен транспортёр живых организмов (впервые применён в эпизоде «Разорванный круг» для транспортировки капитана Арчера на борт Энтерпрайза).

## Экипаж
- Капитан Джонатан Арчер — Командующий офицер.
- Субкоммандер, коммандер Т’Пол — первый офицер/офицер по науке.
- Коммандер Чарльз Такер III — Главный инженер (2151—2154, 2154—2161).
- Лейтенант Малькольм Рид — Тактический офицер, начальник службы безопасности.
- Энсин Хоси Сато — офицер по связи.
- Энсин Тревис Мейвизер — пилот.
- Доктор Флокс — главный врач.
- Майор Хейз — командир подразделения «МАКО» (2153—2154).

### Запуск и ранние миссии
«Энтерпрайз» отправился на первую миссию 12 апреля 2151 года, покинув доки на несколько недель ранее запланированного срока. Оружейные системы корабля не были закончены, в частности, отсутствовали фазовые пушки, а торпеды не были откалиброваны. Лучевые орудия были установлены позже. В первом же серьёзном бою звездолёт спасло лишь то, что поблизости оказались аксанары.
В марте 2152 года шаттл «Энтерпрайза» послужил причиной инцидента в вулканском монастыре Пи’Джем, а также из-за якобы несоблюдения правил безопасности поджёг тетразиновый слой атмосферы на Параагане 4, где погибло 3600 колонистов. Посол Совал рекомендовал кораблю не выходить в глубокий космос, по крайней мере, в ближайшие 10-20 лет. Экипаж же был уверен, что их вины в случившемся нет, и, в конце концов, удалось разоблачить виновных — ими оказались сулибанцы. Командование Звёздного Флота разрешило кораблю продолжать миссию. В апреле того же года NX-01 получил сильные повреждения на ромуланском минном поле и направился к автоматической ремонтной станции неизвестной расы. Там повреждения удалось устранить, но возникли очередные неприятности. Позже «Энтерпрайз» направился к родному миру критассанцев.

### Поиски супероружияЗинди
В марте 2153 года раса зинди, спровоцированная другой цивилизацией из параллельной Вселенной, атаковала Землю своим «планетарным разрушителем». Погибло семь миллионов человек. «Энтерпрайз» был отозван домой и по прибытии начал спешно переоборудоваться: были установлены прототипы фотонных торпедных установок и обновлены универсальные переводчики. На борт «Энтерпрайза» ступило сформированное за несколько лет до того спецподразделение МАКО под командованием Майора Хейза.
Звездолёт взял курс на таинственную область космоса «Дельфийская Туманность», пользующуюся дурной славой у большинства рас. Именно там, как удалось узнать, располагалась родина зинди. Свыше года «Энтерпрайз» провёл в туманности, неоднократно получая повреждения от разного рода аномалий и обитавших там пиратов и зинди. Было обнаружено, что укрепление корпуса Треллиумом-D может помочь избежать опасностей, но оказалось, что треллиум опасен для нервной системы вулканцев. Т'Пол попросила капитана оставить её на какой-нибудь планете и подобрать на обратном пути, но получила отказ. Арчер сказал, что Т’Пол оказывает на борту неоценимую помощь и он никогда её не бросит всего лишь из-за аномалий.
В феврале 2154 «Энтерпрайз» наконец-то обнаружил нынешнюю родину Зинди, систему Азати. В битве у Азати Прайм корабль получил обширнейшие повреждения и покинул систему на импульсных двигателях. Варп-катушка, важная деталь Варп-реактора, восстановлению не подлежала, поэтому капитану пришлось приложить немалые усилия, чтобы достать новую. Её удалось получить, лишь столкнувшись с двойником «Энтерпрайза».
Экипаж «Энтерпрайза» достиг цели миссии: «планетарный разрушитель», не без участия лояльных землянам зинди, был уничтожен уже на подлёте к Земле. Арчер погиб на борту «супероружия». «Энтерпрайз» был возвращён на родину кораблём Зинди-Аквоидов, но в результате очередной временной аномалии попал в альтернативную временную линию, в 1944 год. Как оказалось, Арчер тоже выжил и попал в эту же альтернативную вселенную. Их ждала миссия по предотвращению Холодной Темпоральной Войны.

### После возвращения домой
По возвращении на родину экипаж «Энтерпрайз» в полном составе был признан героями Звёздного Флота, а в честь Арчера было названо несколько школ. Системы «Энтерпрайза» обновили в соответствии с актуальным уровнем технологий, заменили транспортёр, внутрикорабельный интерьер и даже кресло капитана.
В мае 2154 года группа аугментов, когда-то выращенная Ариком Сунгом, захватила крейсер Клигонской империи и уничтожила весь экипаж. Клингоны угрожали Земле войной, поэтому «Энтерпрайз» направился в зону происшествия с пленённым Ариком на борту. По пути на них напали орионские ренегаты и взяли в плен некоторую часть экипажа. Пока остальной экипаж вызволял товарищей из плена, Арик сумел бежать и добраться до своих детищ. Аугменты вместе решили направиться к «Холодной Станции 12», где ещё хранились их эмбрионы. Джонатан Арчер разгадал их план, но остановить уже не смог. Один из аугментов заподозрил своего создателя в слабости и запер его в каюте, но Арик сумел сбежать с корабля в спасательной капсуле, которую подобрал «Энтерпрайз». От Арика удалось узнать, что аугменты, вышедшие из-под контроля, уже серьёзно готовятся разжечь войну между клингонами и землянами. Они намеревались атаковать один из миров Клингонской Империи мощным биологическим оружием. «Энтерпрайз» успел вовремя и предотвратил войну, а все аугменты погибли во время катастрофы. Арик Сунг вернулся на Землю и занялся андроидами.
В том же году посольство Земли на Вулкане подверглось теракту, на месте которого было обнаружено ДНК Т’Пау, лидера сирранитов — отщепенцев вулканского социума. Вулканское Верховное Командование обвинило сирранитов в теракте. «Энтерпрайз» прибыл, чтобы разобраться в происшествии, Арчер и Т’Пол телепортировались на Вулкан и занялись поисками Т’Пау. Вулканское Верховное Командование, воспользовавшись неразберихой, попыталось атаковать Андорию, давнюю соперницу. Лишённый должности Посол Совал прибыл на борт «Энтерпрайза» и сообщил о готовящемся предательском нарушении мирного договора. Тем временем Джонатан Арчер, Т’Пау и Т’Пол обнаружили древний артефакт — Кир’Шара, которая могла кардинально поменять нынешнюю обстановку. Убежище сирранитов подверглось атаке, почти все они погибли. Тем временем «Энтерпрайз» смог предотвратить боевые действия между флотом Вулкана и Андории, а группа высадки — доставить священную реликвию в здание Верховного Командования. В результате Вулканское Верховное Командование было расформировано, а человечество было признано самостоятельной расой Галактики и достойным членом галактического сообщества. Большие перемены затронули все слои общества Вулкана.
После этой миссии на «Энтерпрайзе» модернизировался транспортёр, дальность действия была увеличена до 40000 километров. В том же 2154 году два офицера занесли на «Энтерпрайз» неизвестный ранее силиконовый вирус. Всё это на поверку оказалось экспериментом органианцев, которых интересовали действия землян в экстренных ситуациях. В ноябре того же года «Энтерпрайз» подобрал телларитского посла Грала, его нужно было доставить к точке встречи с иным телларитским кораблём. По пути «Энтерпрайз» перехватил сигнал бедствия от андорианского корабля «Кумари» под командованием Шрана. Попав на борт «Энтерпрайз», заявил, что их атаковали теллариты. Между Гралом и Шраном возникла вражда, но затем выяснилось, что в инциденте виновны не теллариты, а некий автоматический корабль (прототип), способный менять внешний вид на любой другой благодаря голографическим технологиям. Затем «Энтерпрайз» лёг на курс к Андории, там Шран и Арчер повстречались с расой аэнарианцев, одна из них, Джамел, согласилась применить свои телепатические способности в деле уничтожения ромуланского корабля-автомата.
27 ноября 2154 «Энтерпрайз» вернулся на Землю. Чарльз Такер перешёл на NX-02 Колумбию, а доктор Флокс был похищен ригелианцами. «Энтерпрайз», следуя по Варп-следу ригелианцев, обнаружил их, но все они были умерщвлены. Поблизости был обнаружен Варп-след клингонов. «Энтерпрайз» отправился по следам и добрался до одной из планет Клингонской Империи, там кораблю с помощью «Колумбии» предстояла битва с клингонами. Тем временем доктор Флокс спас клингонов от страшного вируса, но немалой ценой для них самих. Несколько дней спустя «Энтерпрайз» вновь контактировал с орионцами, один из предпринимателей собирался провести деловые переговоры, которые решил скрепить подарком экипажу корабля трёх орионских рабынь. Они умудрились совратить почти половину экипажа, и лишь только коммандер Такер, благодаря своей привязанности к Т’Пол, смог не поддаться их влиянию и спас экипаж от попадания в рабство орионцам.
«Энтерпрайз» был списан со службы в 2161 году, незадолго до образования Федерации. Впоследствии был помещён в музей Звёздного Флота, где находился, по крайней мере, до XXIV столетия.

## «Альтернативные» Энтерпрайзы NX-01

### «Сумерки»
3 октября 2154 года в результате пространственной аномалии Джонатан Арчер подвергся заражению мозга межпространственными паразитами. Он подхватил ретроградную амнезию с сохранением памяти о дне до несчастного случая, но без возможности запоминать события, следовавшие после. Решением Звёздного Флота он был лишён капитанской должности, и его заменила Т’Пол.
Перед кораблём поставили миссию продолжать поиски «планетарного разрушителя» зинди. В том же году экипаж «Энтерпрайз» выяснил местонахождение строящегося оружия и направился в планетарную систему Азати. По пути на корабль напали два крейсера зинди-рептилоидов, несколько членов экипажа погибли (в том числе Тревис Мейвизер) и 23 были ранены. Десант зинди высадился на нескольких уровнях, один из десантников даже принял попытку покушения на бывшего капитана. Тогда Т’Пол, узнав, что один из кораблей всё ещё пристыкован, протаранила всё ещё пристыкованным крейсером зинди другой крейсер, таким образом, уничтожив оба. Правая Варп-гондола «Энтерпрайз» получила сильнейшие повреждения, на восстановление контура ушло 6 месяцев. Максимальная скорость, каковую тогда смог развить «Энтерпрайз», была лишь 1,7 Варп. Когда «Энтерпрайз», наконец, добрался до Азати Прайм, оружие уже покинуло систему. Корабль воспользовался подпространственным туннелем, чтобы вовремя оказаться в Солнечной Системе, но Земля была уничтожена прямо на глазах у экипажа. В 2155 году «Энтерпрайз» вместе со сторожевым конвоем сопровождал группу выживших землян в систему Альфа Цети для последующего основания колонии. «Энтерпрайз» же должен был занять охранные позиции в системе. По прибытии конвоя Т’Пол отдала свою должность Трипу Такеру и вместе с Арчером поселилась на планете. «Энтерпрайз» был оборудован силовым полем (полученным от командера Шрана) и новым типом брони. В 2165 году система подверглась атаке зинди. «Энтерпрайз» лишился мостика и старшего офицерского состава, оказавшиеся на борту Арчер и Т’Пол приняли решение изменить ход истории, уничтожив корабль и вместе с ним межпространственных паразитов в мозгу Арчера. Если бы это им удалось, то паразиты исчезли бы и из того времени, и корабль не перешёл бы под командование Т’Пол, при этом возник бы шанс предотвратить гибель Земли. Они перегрузили Варп-реактор, и корабль вместе с оставшимся экипажем и десантниками взорвался, тем самым поменяв ход истории.

### «E2»
В 2154 году «Энтерпрайз» проходит через подпространственный туннель в Ковааланской Туманности. Повреждение в импульсном коллекторе послужило причиной того, что «Энтерпрайз» совершил перемещение во времени и оказался в 2037 году. Экипаж решил, что никак не может вернуться на Землю. Таким образом, «Энтерпрайз» стал потомственным кораблём. Экипаж пополнялся за счёт инопланетных цивилизаций. Свыше столетия «Энтерпрайз» бороздил просторы Альфа и Бета квадрантов, ведомый заветами предков любой ценой помешать первому нападению на Землю, или, в крайнем случае, уничтожить планетарный разрушитель зинди. Ни первого, ни второго проделать не удалось, и капитан Лориан, сын Т’Пол и командера Такера принял решение предотвратить пространственное перемещение «первого» NX-01. За промежуток времени свыше столетия «Энтерпрайз» был оборудован различными новшествами, выкупленными или переданными другими расами: появился тягловый луч и новые плазменные инжекторы, позволяющие кратковременно развивать скорость до 6,9 Варп. Известны имена лишь трёх членов экипажа на момент встречи с оригинальным «Энтерпрайз»: Лориан — капитан, Карин Арчер (полуикааранка-получеловек) — пилот, Грир — тактический офицер. При встрече «Энтерпрайзов» Лориан предложил внедрить инжекторы и на оригинальном «Энтерпрайз», но ещё живая к тому моменту «двойник» Т’Пол рассчитала, что это не поможет предотвратить аварию, и предложила иную модернизацию импульсных коллекторов. Лориан решил лично предотвратить опасность, угрожавшую Земле, и похитил инжекторы оригинального «Энтерпрайз». Однако «двойник» далеко не ушёл и в ходе боя был вынужден сдаться. В результате Лориан согласился действовать по планам Арчера, оба крейсера направились в направлении подпространственного туннеля. Их атаковали ковааланы, оригинальный «Энтерпрайз» получил повреждения двигательной системы, но был отбуксирован тягловым лучом прямо в направлении туннеля. После выхода экипаж прождал два часа, но «двойник» корабля так и не появился. Возможно, он был уничтожен ковааланами, а, возможно, и просто был «вычеркнут» из Вселенной, так как оригинальный «Энтерпрайз» поменял ход истории, удачно пройдя через проход.

## Критика и отзывы
Фанаты, в целом, негативно отреагировали на дизайн «Энтерпрайза», раскритиковав работу Дрекслера и других дизайнеров. В интервью, один из главных дизайнеров сериала, Джеффри Мандел сказал: «Я знаю, что Даг Дрекслер и Джон Ивс сделали „Энтерпрайз“ ИМЕННО так, как сказали продюсеры: Рик и Брага точно знали что они хотят получить в итоге».
Алан Джонсон, в своей статье для Chicago Tribune, сказал, что «Энтерпрайз» выглядит «менее сыро и изящнее, чем оригинальный корабль». Дэвид Сигал, в своей рецензии эпизода «Broken Bow» для The Washington Post, сравнил четвёртую варп скорость «Энтерпрайз» со скоростью автомобилей Hyundai.
Журнал «Мир Фантастики» поставил «Энтерпрайз» на 2 место в списке «10 самых лучших космических кораблей», назвав его самым известным кораблём из самого долгоиграющего космического сериала.